# 富士見ドラゴンブック
富士見ドラゴンブック（ふじみドラゴンブック）は、KADOKAWA（富士見書房ブランド）の文庫レーベル。ゲームの関連書籍を扱うレーベルだが、主要なジャンルはテーブルトークRPG (TRPG) である。創設は1985年で、現在も継続して新刊を出し続けている。

## 概要
富士見書房の出版物のうち、TRPGの文庫版ルールブックやサプリメント、リプレイ、ガイドブック（「○○がよく分かる本」シリーズ）、TRPG関係の資料・雑学本などが所属する文庫レーベルである。また、TRPGに限らず、富士見書房が出版しているテーブルゲーム関係の書籍で文庫形式のものは通常このレーベルで出版されている。2010年8月のリニューアル以降はコンピュータゲームのノベライズもこのレーベルから刊行されるようになった。
グループSNEは黎明期の頃から同レーベルを支えているパートナー的存在であり、グループSNEが製作や翻訳に関わったゲームコンテンツの半数以上はなんらかの形でドラゴンブックで取り扱われている。また、2000年代以降はファーイースト・アミューズメント・リサーチが関係するコンテンツの取り扱いが飛躍的に増えている。
リプレイ出版に関わっている各種レーベルの中でも群を抜いて大量のリプレイを刊行しているが、リプレイはゲームの副読本であるという性質上、母体となるゲームの商業展開がストップすると増刷されなくなる。現在でも新刊が出る老舗レーベルである一方で、過去に人気を誇ったリプレイであってもゲームの方の展開が止まっているがゆえに絶版同然となっている作品も多い。この点はTV番組や映画のノベライズと性質が似ている。

## 略史
創刊初期の1980年代は当時ブームとなっていたゲームブックが中核を占めており、刊行第一作はドラゴンランスを原作としたゲームブック『パックス砦の囚人』(著・モーリス・サイモン/訳・大出健、絶版）。それ以降、『アドバンスト・ダンジョンズ&ドラゴンズ』のゲームブックシリーズを中心に『ブラッド・ソード』シリーズや『スカイフォール』シリーズなど様々な英米の作品の日本語訳を出版していき、当時の日本におけるゲームブック市場に一定の存在感を与えていた。翻訳以外でも『ダーティペア』のゲームブックシリーズなど日本でのオリジナル作品も存在する。
ゲームブックを数多く出す一方、ゲームブックの原点となったテーブルトークRPG(TRPG)の紹介をする書籍も出していった。RPG風ファンタジー世界で出てくる定番の怪物たちを紹介したガイドブック『モンスター・コレクション─ファンタジーRPGの世界』（安田均、1986年）や、ダンジョンズ&ドラゴンズのハウ・ツー本である『D&Dがよくわかる本─ダンジョンズ&ドラゴンズ入門の書』(黒田幸弘、1987年）は、入手しやすい安価な文庫で出されたことで、当時の若い世代にTRPGを伝えることに貢献している。『モンスター・コレクション』は続篇として『トラップ・コレクション』『シティ・コレクション』『キャラクター・コレクション』『アイテム・コレクション』『スペル・コレクション』が発刊された。これらはそれぞれのテーマにあわせて「ファンタジーRPGによく出てくるもの」を解説した本であり、このコレクションシリーズで培われたイメージは『ソードワールドRPG』の世界観にも強く影響を与え、さらには後の『モンスターコレクションTCG』の原点となった。
1989年には自社オリジナルのTRPGのルールブックである『ソードワールドRPG基本ルールブック』をドラゴンブックから文庫として出版し、日本のTRPGブームの立役者の一人となった。同年にソードワールドRPGの関連製品として出版した『ソード・ワールドRPGリプレイ集1盗賊たちの狂詩曲(ラプソディ) 』も人気を博し、以後、現在に至るまでドラゴンブックはリプレイを多数出版するレーベルとなる。
1990年代前半には様々なTRPGタイトルのハウ・ツー本を多数出版した。それらの多くは『D&Dがよくわかる本』からの系列として『○○（ゲームタイトル名）がよくわかる本』と名づけられ、富士見書房以外の出版社から出たハウ・ツー本にもこの名づけ方が模倣されたものがある。また、特定のTRPGタイトルに限定しない、TRPG全般に通じるテクニックを紹介するようなガイダンス本も数多く出版された。
1990年代後半はテーブルトークRPG冬の時代の影響を受け、富士見ドラゴンブックからTRPG関係の出版点数は激減。いくつかのリプレイシリーズが細々と出版されるようになる。また、当時のトレーディングカードゲームブームにのり自社のTCGである『モンスターコレクションTCG』の解説書などがドラゴンブックのレーベルで出されるようになった。
2000年代に入るとリプレイの出版点数が徐々に回復していき、近年はかつてのTRPGブームの時を凌駕するほどの多くのリプレイを出版するようになっている。一方、リプレイ以外のTRPG出版物が大判書籍で出るようになった近年の流れを受けて、文庫レーベルであるドラゴンブックではリプレイ以外はかつてのTRPGブームほどには出版されていない。
2010年8月にリニューアルが行われ、コンピュータゲームのノベライズが新たに扱われるようになる。このリニューアルと同時に、リプレイのノベライズやTRPGの外伝小説もドラゴンブックで刊行されるようになっている。リニューアル以前はこれらは富士見ファンタジア文庫から出版されるのが通例であった。ただし、特定のゲームの小説化ではない、TRPGプレイヤーそのものを主人公にした青春小説『ひと夏の経験値』（秋口ぎぐる、2006年）は、読者層がTRPG経験者にほぼ限定される題材のためか、リニューアル以前であってもドラゴンブックから刊行されている。
2019年には創刊33周年を迎え、ドラゴンブックを源流とした「ドラゴンノベルス」が創刊。
また、1987年から1996年までは姉妹レーベルとして「富士見ドラゴンノベルズ」が存在していた。これは『ドラゴンランス』シリーズなどの、テーブルトークRPGとかかわりの深い海外小説作品の翻訳を出版するレーベルで、『トラベラー』や『バトルテック』などの海外製ノベライズが翻訳されていた。

## 他の同種レーベル
1990年代前半のTRPGブーム期では、様々な出版社が富士見ドラゴンブックに相当するものとしてTRPG用の文庫レーベルを作り出した。角川書店（角川スニーカーG文庫）、アスペクト（ログアウト冒険文庫）、メディアワークス（電撃ゲーム文庫）など、次々とレーベルが発刊されたが、「テーブルトークRPG冬の時代」に入り母体の雑誌が休刊したのと同時にレーベルも停止してしまっている。
2009年現在、エンターブレイン（ファミ通文庫）やジャイブ（integral）、ホビージャパン（HJ文庫G）などからTRPG関連文庫本は発行されているが、これらは21世紀に入ってから設けられたか、以前よりレーベルは存在したがTRPG関連書籍の出版が近年になってのものであり、いずれも歴史は浅い（ただし、ファミ通文庫はログアウト冒険文庫の後継と見ることも可能である）。
1980年代より続いている富士見ドラゴンブックは、これらに比べれば長い歴史を持ち、いわば「老舗」のレーベルである。特にリプレイに強みを持っている。

## 公式動画チャンネル
2011年5月9日に開設されたニコニコチャンネル内の富士見書房ファンタジア文庫・ドラゴンブックチャンネルという配信元にて、ドラ生!!（ドラゴンブック関連）・ファンタジア文庫放送局（ファンタジア文庫関連）といった生放送の動画など配信している。
ドラ生!!
2011年5月17日に開始され、2017年頃まで不定期に放送され、多い時は月に3度も放送された。ファンタジア放送局が放送されるようになってからは回数は減ったが、現在もまれにドラゴンブック関連の情報を配信した。進行役はほぼ編集部の面々であるが、デザイナーや作家を招くこともあった。特に放送タイトルに「ドラゴンブック編集部員によるgdgd放送枠」が付く場合は、編集部のみの出演である。書籍やゲームの情報だけでなく、ゲームマーケットやJGC（ジャパンゲームコンベンション）などの参加情報、発売に先駆けてゲームのプレイする模様、イベント会場からの中継といった配信などを行ったりもした。